# 聖路易斯里奧科羅拉多
聖路易斯里奧科羅拉多（直译：科罗拉多河畔圣路易斯）是墨西哥的城市，由索諾拉州負責管轄，位於該國西北部美国边境，和亚利桑那州圣路易斯相对。城市始建於1939年6月14日，海拔高度51米，每年平均降雨量484毫米，2005年人口159,089。

## 外部連結

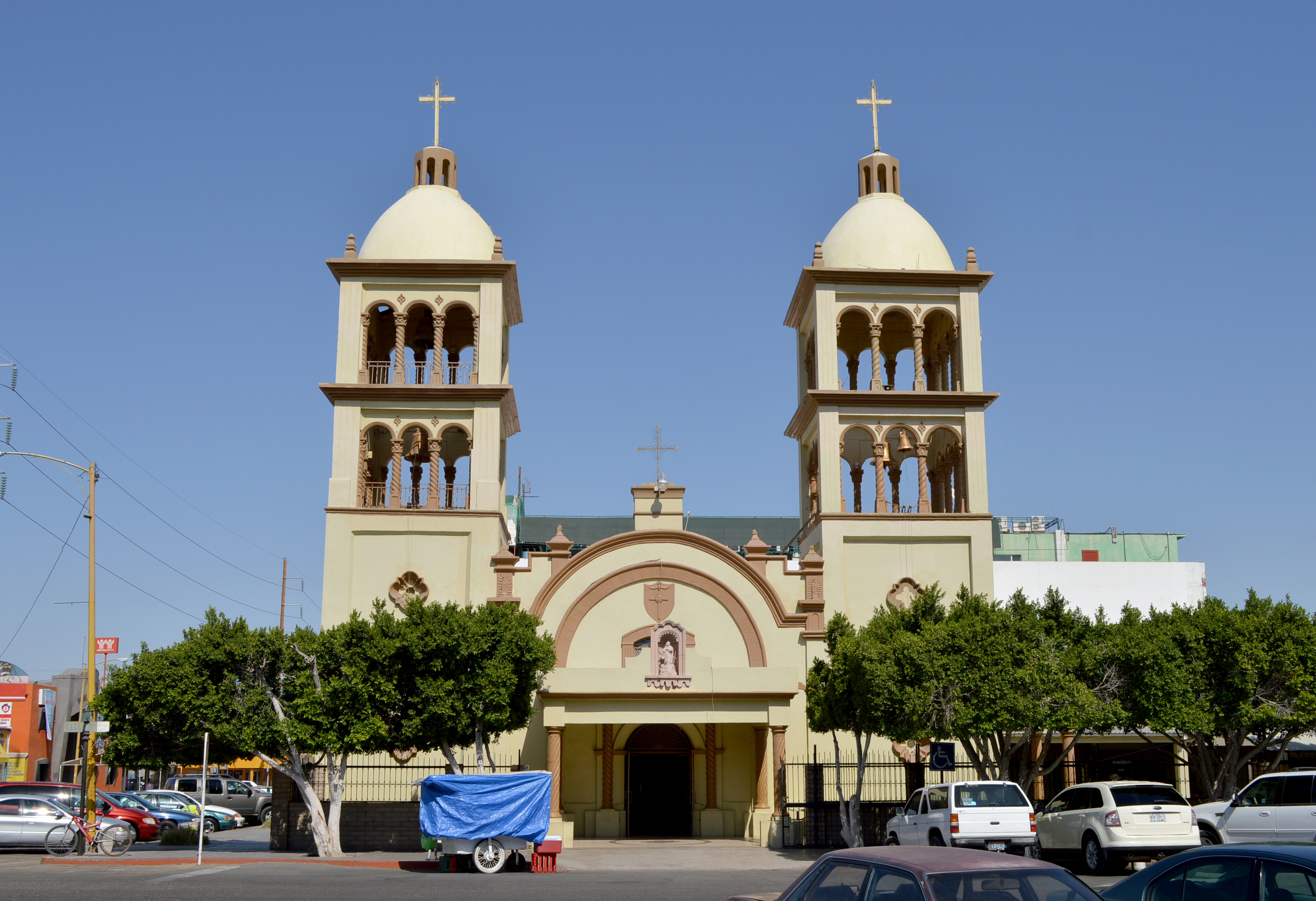

- San Luis Río Colorado, Ayuntamiento Digital (Official Website of San Luis Río Colorado, Sonora)
- La Cronica.com